# Isonokami-jingū

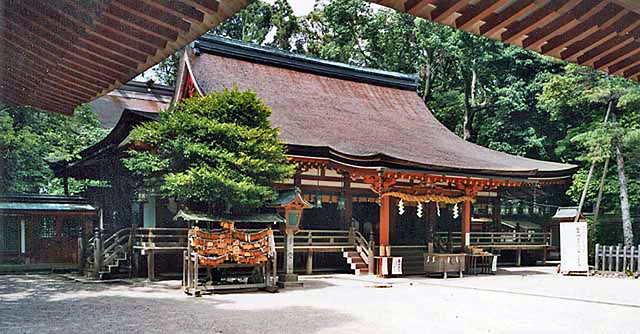
Le haiden, trésor national.

L' Isonokami-jingū (石上神宮, aussi 石上布都御魂神社, Isonokami-futsu-no-mitama-jinja ; 布留大明神, Furu-ōmyojin, etc.) est un sanctuaire shinto situé sur les collines de Tenri (ancien district de Yamabe) dans la préfecture de Nara au Japon. C'est l'un des plus anciens sanctuaires shinto du Japon. Il abrite plusieurs artéfacts importants.
Le sanctuaire d'Isonokami était hautement considéré à l'époque ancienne et fréquenté par de nombreux membres de la famille impériale. Il a joué un rôle crucial dans l'histoire du début du Japon, en particulier du IIIe siècle au Ve siècle.
Le sanctuaire se trouve à l'extrémité nord de la Yamanobe no michi, la plus ancienne route du Japon.

## Histoire

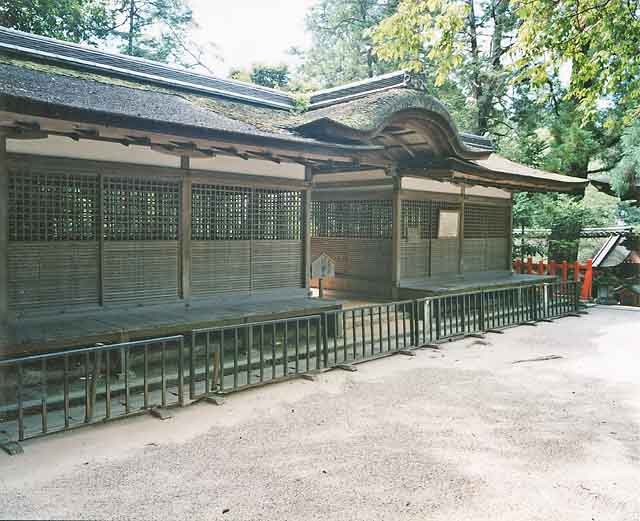
Sanctuaire secondaire d'Izumo Takeo (trésor national).

On ignore quel kami a été initialement adoré au sanctuaire d'Isonokami.
Isonokami-jingū aurait été construit lors de la septième année du règne de l'empereur Sujin, c'est-à-dire en 91 av. J.-C.. Il n'y a cependant que peu d'indications de l'existence ou de l'identité de Sujin, aussi l'allégation est-elle réputée légendaire. La construction d'une structure qui pouvant être identifiée comme étant un sanctuaire shinto dans la région d'Isonokami date probablement de deux ou trois siècles plus tard. Malgré cela, il n'est pas improbable que la région d'Isonokami ait été considérée comme un site sacré à cette époque, car des fouilles archéologiques ont trouvé de nombreux objets rituels et le culte d'Isonokami était déjà solidement établi quand il a été adopté par les dirigeants Yamato au IVe siècle.

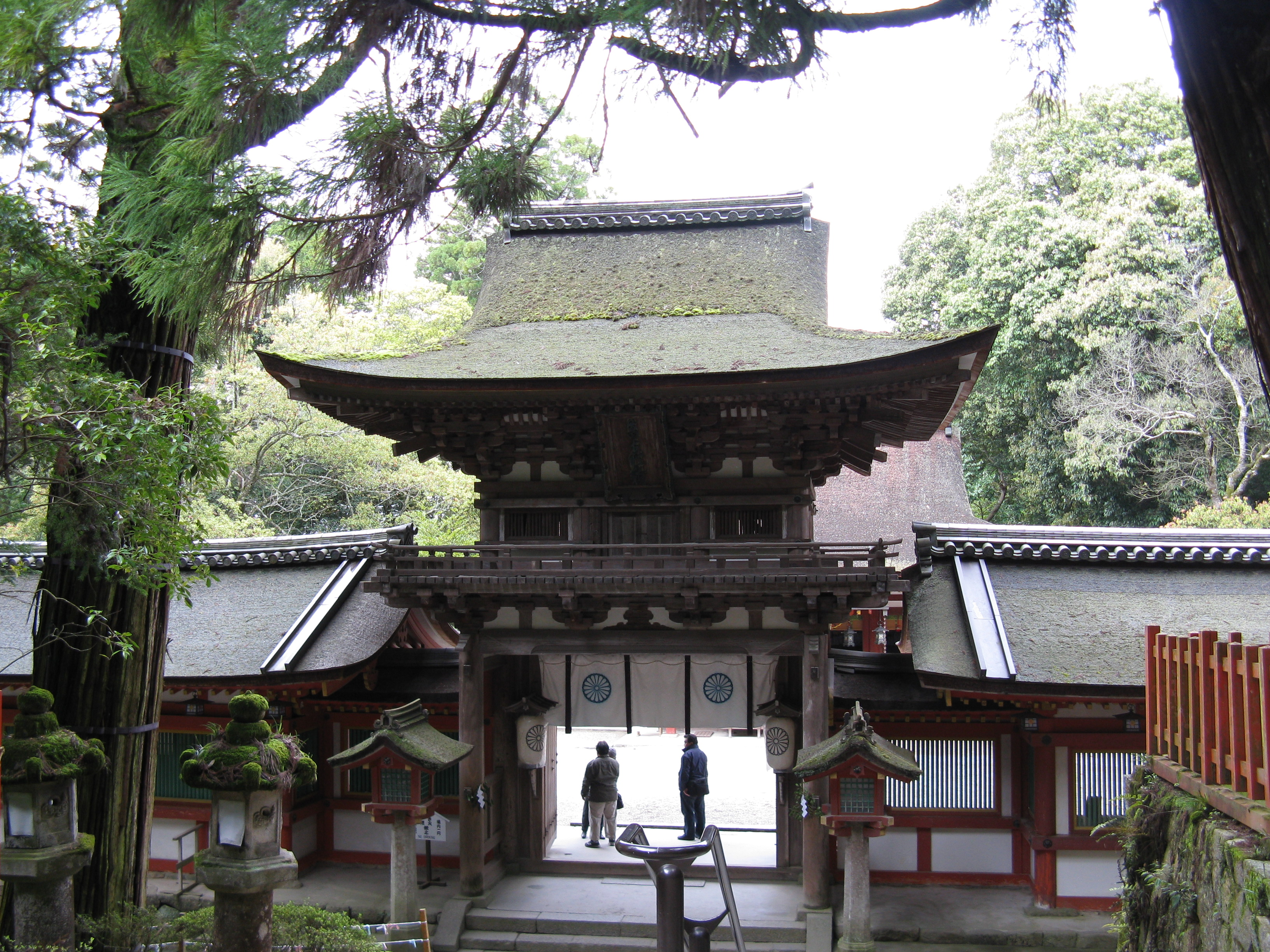
Rōmon du sanctuaire.

Les documents anciens indiquent que le sanctuaire est un centre émergent de pouvoir, empreint d'une connotation militaire, de la période Yamato. Les témoignages archéologiques montrent qu'au IVe siècle les rois et la noblesse de Yamato construisent de plus en plus de palais et de bâtiments dans les environs du sanctuaire. Avant cela, les dirigeants de Yamato s'identifiaient avec les kamis vénérés au mont Miwa mais se sont peut-être tournés vers Isonokami-jingū pour ses implications martiales. Les mythes rapportés par le Nihon Shoki tentent clairement de lier la cour Yamato au sanctuaire d'Isonokami. Selon le Nihon Shoki, le prince Inishiki, fils ainé de l'empereur Suinin, ordonne la fabrication de mille épées puis est nommé responsable des trésors d'Isonokami. Il fonde ensuite le clan Mononobe qui protège le sanctuaire pendant de nombreuses générations. De fait, un grand nombre des armements en fer de l’État ont été conservés dans les entrepôts du sanctuaire. Lorsque le clan Mononobe se dissout, il se réforme sous le nom de « clan Isonokami ».
Le sanctuaire bénéficie du patronage impérial au début de l'époque de Heian. En 965, l'empereur Murakami ordonne que des messagers impériaux soient envoyés aux kamis gardiens du Japon afin de les informer des événements importants. Ces heihaku sont initialement présentés à seize sanctuaires, dont l'Isonokami-jingū.
De 1871 à 1946, le sanctuaire Isonokami est officiellement désigné parmi les kanpei-taisha (官幣大社) dans le cadre du système moderne de classement des sanctuaires shinto, ce qui signifie qu'il est au premier rang des sanctuaires soutenus par le gouvernement.

## Architecture

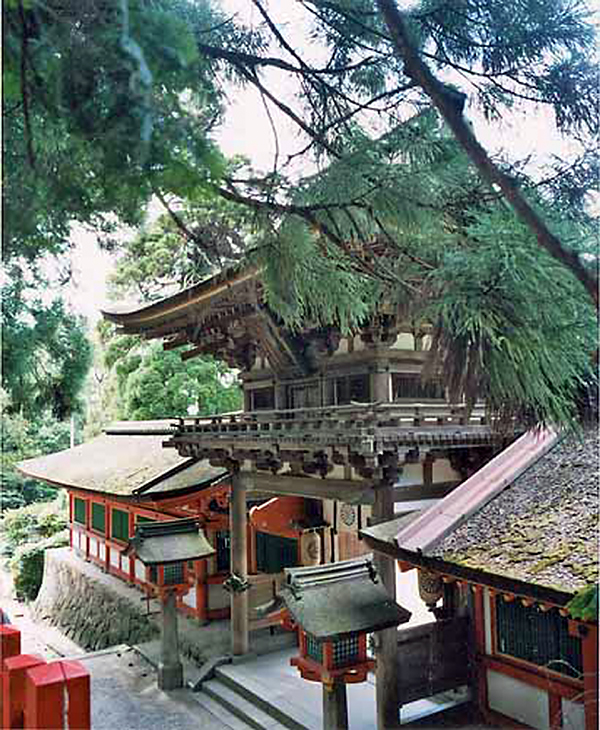
Porte du sanctuaire d'Isonokami.

Entouré de cèdres japonais (sugi), Isonokami-jingū (sugi) est réputé pour sa tranquille solennité. Un poème waka de l'anthologie Man'yōshū mentionne le sanctuaire entouré de cèdres sacrés.
Le site actuel d'Isonokami-jingū peut avoir été le lieu d'une ancienne structure religieuse, Izumo-taisha. L'origine de cette supposition est la présence d'un sanctuaire secondaire à Izumo-taisha, près du sanctuaire principal, mais sur un terrain plus élevé. Comme les sanctuaires secondaires ne sont jamais construits sur des emplacements plus élevés que le sanctuaire principal, certains spécialistes en ont conclu qu'il s'agissait d'une ancienne structure qui précédait l'actuelle.
Le haiden (bâtiment principal) est bâti dans le style nagare-zukuri.

## Objets de vénération
Le sanctuaire est d'abord dédié à Futsu-no-mitama, kami d'une légendaire épée (Futsu-no-mitama-no-tsurugi) qui aurait été utilisée par l'empereur Jimmu, premier empereur du Japon. Toutefois, la supposée épée n'est pas visible au sanctuaire d'Isonokami parce qu'elle reste cachée[pas clair], mais la deuxième épée fabriquée à l'époque de Heian est visible à Kashima-jingū dans la préfecture d'Ibaraki.

## Artefacts

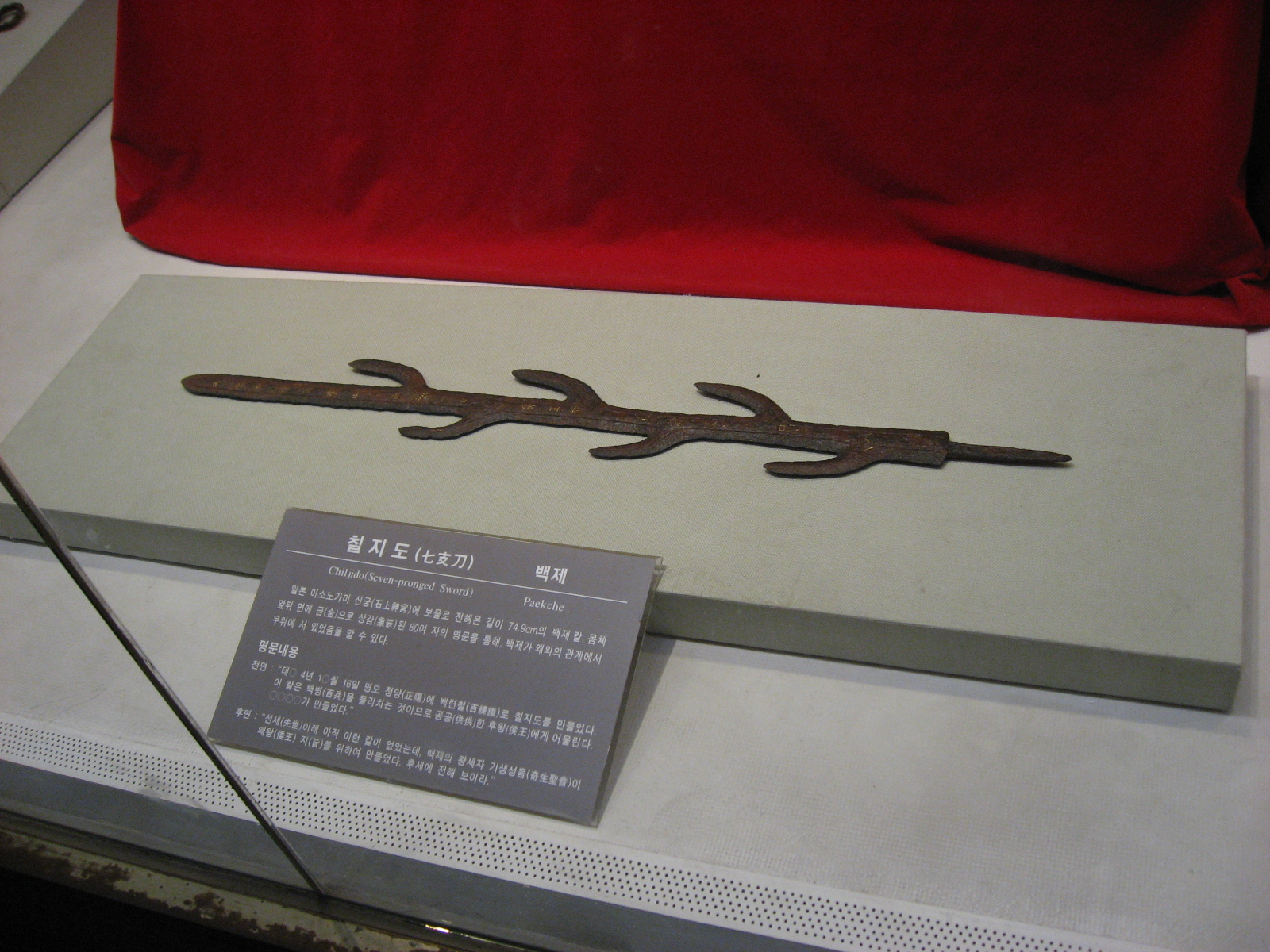
Une réplique de l'épée à sept branches en Corée du Sud.

- L'épée à sept branches (Nanatsusaya-no-tachi) est conservée à Isonokami. Elle a été offerte au roi de Yamato par le prince héritier de Baekje, royaume de la péninsule de Corée. L'épée est conservée à Isonokami-jingū depuis les temps anciens, peut-être dès le IVe siècle quand elle a été reçue de Baekje. Elle a été redécouverte en 1873, et son inscription incrustée en or s'est avérée être une précieuse ressource historique. L'épée n'est actuellement pas exposée.
- La Totsuka-no-tsurugi, épée légendaire, serait également conservée au sanctuaire d'Isonokami. Elle est l'origine de la Kusanagi-no-turugi, un des trois insignes impériaux du Japon. Selon le Kojiki, l'épée a été utilisée par le dieu Susanoo pour abattre Yamata-no-Orochi, serpent géant à huit têtes et huit queues.

Dix trésors apportés par Amenohiboko seraient conservés au sanctuaire d'Isonokami. Selon le Nihon Shoki, Amenohiboko est un prince de Corée qui s'est installé au Japon. Les dix trésors qu'il a apportés sont appelés « Tokusa-no-kandakara ». Ce sont :
- Okitsu-kagami : miroir
- Hetsu-kagami : miroir
- Yatsuka-no-tsurugi : épée
- Iku-tama : bijou
- Makarukaheshi-tama : bijou
- Taru-tama : bijou
- Chikaheshi-no-tama : bijou
- Orochi-no-hire : sorte de longue écharpe pour femme
- Hachi-no-hire : espèce de longue écharpe pour femme
- Kusagusa-no-mono-no-hire : genre de longue écharpe pour femme

## Trésors nationaux

### Trésors nationaux du Japon
- Le haiden, ou salle de culte, au toit de style irimoya, époque de Kamakura
- Le haiden du sanctuaire secondaire d'Izumo Takeo
- Le Nanatsusaya-no-Tachi[9]

### Biens culturels importants
- Le rōmon, ou porte principale
- Deux boucliers de fer de la période Kofun
- Plusieurs éléments d'un plastron
- Plusieurs artefacts exhumés, (magatama, colliers, sabres à pommeau en anneau, etc.

### Autres
- Ō-yoroi : armure de samouraï, ornée de rouge
- Kabuto : plusieurs casques laqués noirs
- Kokitsunemaru : un ōdachi forgé par Sanjō Munechika

## Célébrations annuelles
- Nouvel An japonais : 1er janvier
- Genji-sai : 3 janvier
- Furufudatakiage-sai : 15 janvier
- Tama-no-o-sai : la nuit précédant Setsubun
- Setsubun
- Kinen-sai : 19 février
- Kentōkōkōsha-ōmatsuri : premier dimanche de chaque mois
- Shunki-ōmatsuri : 15 avril
- Chōjukōsha-shunki-ōmatsuri : 3 mai
- Denden festival : 30 juin
- Ōharae-shiki : 30 juin et 31 décembre
- Sūkei-kai-ōmatsuri : premier dimanche de chaque mois
- Boujisarae-shinji : 1er octobre
- Furumatsuri : 15 octobre
- Chōjukōsha-shūki-ōmatsuri : 3 novembre
- Chinkon-sai : 22 novembre
- Niiname-no-matsuri : 28 novembre
- Ohitaki-sai : 8 décembre
- Fête nationale du Japon : 23 décembre
- Hokura-matsuri : 31 décembre
- veille du Nouvel An : 31 décembre
- Tsukinami-no-matsuri : le 1er et le 15 de chaque mois

## Source de la traduction
- (en) Cet article est partiellement ou en totalité issu de l’article de Wikipédia en anglais intitulé « Isonokami Shrine » (voir la liste des auteurs).